# Токопилья (провинция)
Провинция Токопилья (исп. Provincia de Tocopilla) — провинция в Чили в составе области Антофагаста. Административный центр — Токопилья.
Провинция разделена на 2 коммуны.
Территория — 16 236.0 км². Численность населения — 31 643 жителя (2017). Плотность населения — 1,95 чел./км².
Административный центр — город Токопилья.

## География
Провинция расположена на северо-западе области Антофагаста.
Провинция граничит:
- на севере — с провинциями Тамаругаль и Икике;
- на востоке — с провинцией Эль-Лоа;
- на юге — с провинцией Антофагаста.

На западе территория провинции выходит к побережью Тихого океана.

## Административное деление
Провинция включает в себя 2 коммуны:
- Токопилья. Административный центр — Токопилья.
- Мария-Элена. Административный центр — Мария-Элена.

## Демография
Согласно сведениям, собранным в ходе переписи 2017 г.  Национальным институтом статистики (INE),  население провинции составляет:
| Полное население                            | Полное население                            | Полное население                            | Полное население                            | Полное население                            | 31 643 |
| ------------------------------------------- | ------------------------------------------- | ------------------------------------------- | ------------------------------------------- | ------------------------------------------- | ------ |
| в том числе:                                | Городское население                         | 29 556                                      | Процент городского населения, %             | 93,40                                       |        |
|                                             | Сельское население                          | 2 087                                       | Процент сельского населения, %              | 6,60                                        |        |
|                                             | Мужское население                           | 16 573                                      | Процент мужского населения, %               | 52,37                                       |        |
|                                             | Женское население                           | 15 070                                      | Процент женского населения, %               | 47,63                                       |        |
| Плотность населения, чел/км²                | Плотность населения, чел/км²                | Плотность населения, чел/км²                | Плотность населения, чел/км²                | Плотность населения, чел/км²                | 1,95   |
| Население провинции в % к населению области | Население провинции в % к населению области | Население провинции в % к населению области | Население провинции в % к населению области | Население провинции в % к населению области | 5,21   |

| Динамика изменения населения провинции | Динамика изменения населения провинции | Динамика изменения населения провинции | Динамика изменения населения провинции |
| -------------------------------------- | -------------------------------------- | -------------------------------------- | -------------------------------------- |
| 1992                                   | 2002                                   | 2012                                   | 2017                                   |
| 38 645                                 | 31 516▼                                | 29 684▼                                | 31 643▲                                |

## Важнейшие населенные пункты[4]
| № | Населённый пункт | Населённый пункт (исп.) | Категория | Население чел. (2002) | На карте                        |
| - | ---------------- | ----------------------- | --------- | --------------------- | ------------------------------- |
| 1 | Токопилья        | Tocopilla               | город     | 23352                 | 22°05′23″ ю. ш. 70°11′47″ з. д. |
| 2 | Мария-Элена      | María Elena             | город     | 7412                  | 22°20′39″ ю. ш. 69°39′49″ з. д. |